# Lista de gentílicos da Paraíba
Esta é uma lista de gentílicos referentes a municípios do estado brasileiro da Paraíba, cujos nativos ou moradores são chamados genericamente de paraibanos. A capital do estado, João Pessoa, está em destaque. 
Sobre gentílicos em geral, cumpre destacar as normas ortográficas em vigor desde o Formulário Ortográfico de 1943, que diz, em seu item 42:
Os topônimos de tradição histórica secular não sofrem alteração alguma na sua grafia, quando já esteja consagrada pelo consenso diuturno dos brasileiros. Sirva de exemplo o topônimo "Bahia", que conservará esta forma quando se aplicar em referência ao Estado e à cidade que têm esse nome. Observação: os compostos e derivados desses topônimos obedecerão às normas gerais do vocabulário comum.— Academia Brasileira de Letras

## Gentílicos dos municípios paraibanos
- Água Branca - água-branquense
- Aguiar - aguiaense
- Alagoa Grande - alagoa-grandense
- Alagoa Nova – alagoa-novense
- Alagoinha - alagoinhense
- Alcantil - alcantilense
- Algodão de Jandaíra - algodoense
- Alhandra - alhandrense
- Amparo - amparense
- Aparecida - aparecidense
- Araçagi - araçajiense [4]
- Arara – ararense
- Araruna – ararunense
- Areia – areiense
- Areia de Baraúnas - baraunense
- Areial - areialense
- Aroeiras - aroeirense
- Baía da Traição - baianense
- Bananeiras – bananeirense
- Baraúna – baraunense
- Bayeux - bayeusense
- Belém – belenense
- Borborema - borboremense
- Brejo do Cruz - brejo-cruzense
- Brejo dos Santos - brejo-santense
- Cabaceiras – cabaceirense
- Cacimba de Areia - cacimbense
- Cacimba de Dentro - cacimbense
- Cabedelo – cabedelense
- Caiçara – caiçarense
- Cajazeiras – cajazeirense
- Caldas Brandão - caldas-brandense
- Camalaú – camalauense
- Campina Grande – campinense ou campina-grandense
- Carrapateira – carrapateirense
- Casserengue – casserenguense [5]
- Catingueira - catingueirense
- Catolé do Rocha - catoleense
- Conceição - conceiçãoense
- Condado – condadense
- Congo - congoense
- Coremas – coremense
- Coxixola - coxixolense
- Cruz do Espírito Santo - espírito-santense
- Cubati – cubatiense
- Cuité – cuiteense
- Curral Velho - curral-velhense
- Diamante – diamantense
- Emas - emense
- Esperança – esperancense
- Fagundes – fagundense
- Gado Bravo – gado-bravense
- Guarabira – guarabirense
- Gurinhém – gurinhense
- Ibiara – ibiarense
- Igaracy - igaraciense
- Imaculada – imaculadense
- Ingá - ingaense
- Itaporanga - itaporanguense
- Itapororoca - itapororoquense
- Itatuba – itatubense
- João Pessoa – pessoense
- Lagoa – lagoense
- Lagoa Seca – lagoa-sequense
- Malta – maltense
- Mamanguape – mamanguapense
- Mari – mariense
- Massaranduba - maçarandubense
- Mataraca – mataraquense
- Matinhas - matinhense
- Mato Grosso – mato-grossense
- Matureia - matureense
- Monteiro - monteirense
- Mulungu (Paraíba)  - mulunguense
- Natuba - natubense
- Nova Floresta – nova-florestense
- Nova Olinda – nova-olindense
- Nova Palmeira– nova-palmeirense
- Parari – parariense
- Patos – patoense ou patense
- Paulista - paulistense
- Piancó – piancoense
- Picuí – picuiense
- Princesa Isabel - princesense
- Pocinhos – pocinhense
- Pombal – pombalense
- Remígio – remigiense
- Salgado de São Félix - salgadense
- Santa Cecília – santa-ceciliense
- Santa Rita – santa-ritense
- Santana dos Garrotes – santanense
- São Sebastião de Lagoa de Roça - lagoa-rocense
- Sapé – sapeense
- Serra Branca – serra-branquense
- Serra Grande – serra-grandense
- Solânea – solaneense
- Sousa – sousense
- Serraria – serrariense
- Taperoá – taperoaense
- Teixeira – teixeirense
- Uiraúna – uiraunense